# Nagytárkány

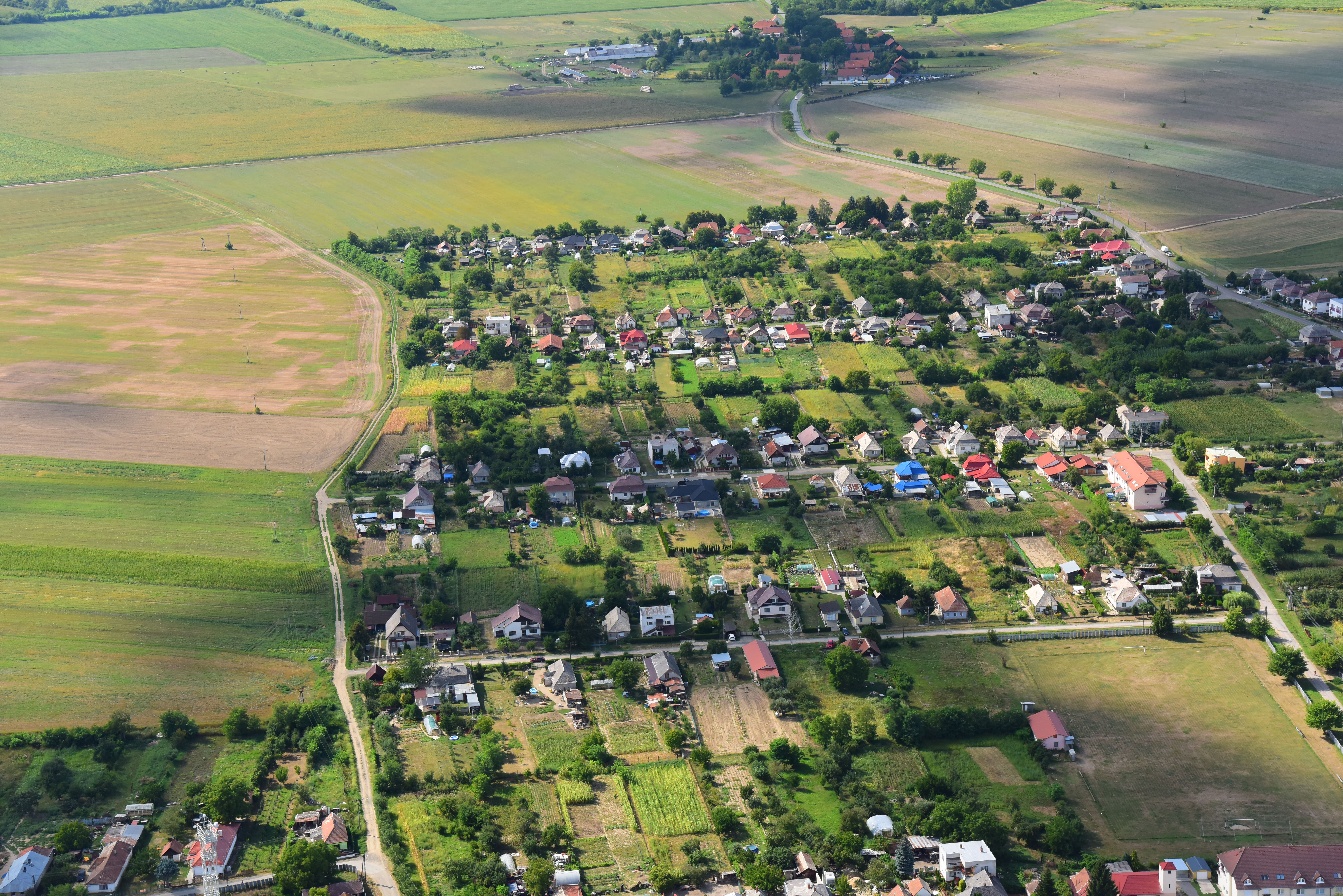
Nagytárkány Látkép

Nagytárkány (szlovákul: Veľké Trakany) község Szlovákiában, a Kassai kerület Tőketerebesi járásában.

## Fekvése
Királyhelmectől 13 kilométerre délkeletre fekszik, a Tisza jobb partján, közvetlenül az országhatár mellett; a legközelebbi magyarországi település, Zemplénagárd tőle alig 3 kilométerre található délnyugati irányban.

## Nevének eredete
A hagyományok szerint nevét Árpád fiától, Tarhostól kapta, aki itt állítólag várat is építtetett.

## Élővilága
Nagytárkányban 5 gólyafészket tartottak számon, azonban egyikről sincsenek új adatok a fészkelést illetően.

## Története
A község területén már az újkőkorszakban emberi település volt. Később a vonaldíszes kerámiák és a pilinyi kultúra népe élt ezen a helyen.
A község tiszaparti részén, a Földvár nevű dűlőben valószínűleg egykor földből épített erősség állt, ám ennek mára nyoma sem maradt. A falu a 13. század végén már létezett, ekkor a Tárkányiak birtoka volt. A 14. század elején Tárkány már két faluból, Kis- és Nagytárkányból állt. 1320-ban „Tharkan”, 1324-ben „Tarkan”, 1340-ben „Nog Tharkan” alakban szerepel az írott forrásokban. A 15. század első felében a Nagytárkányi, Perényi és Agárdi családok birtoka volt; abban az időben már vásártartási joggal is bírt. A 16. század első felében épült egykori várkastélya, melynek 1550-ben Vékey Ferenc volt a tulajdonosa. A század végére örökösei, a Palugyay és Paczoth családok lettek a birtokosok. 1557-ben 5 adózó portája volt. A 17. században a Nagytárkányi és 1688-tól a velük rokon Sennyey család birtokolta. 1715-ben 5 lakott és 14 lakatlan háza létezett. 1787-ben 63 házában 360-an éltek.
A 18. század végén Vályi András így írt róla: „Kis Tárkány, Nagy Tárkány. Két magyar helység Zemplén Várm. földes Urai Sennyei, és több Urak, Sóháza is van, lakosaik katolikusok, és reformátusok; földgyeik jól termők, réttyek, legelőjök, fájok van, piatzok Ungváron, Újhelyben, és Kis-Várdán.”
A 19. században a Sennyei családon kívül a Nátafalussyak, Majláthok és Szigetiek is birtokosok voltak itt. 1828-ban 75 háza és 578 lakosa volt. Lakói mezőgazdasággal, állattartással foglalkoztak.
Fényes Elek 1851-ben kiadott geográfiai szótárában így írt a faluról: „Nagy-Tárkány, magyar falu, Zemplén vmegyében, Kis-Tárkányhoz 1/4 órányira a Tisza jobb partján: 301 romai, 150 görög kathol., 96 ref., 50 zsidó lak. Kathol. paroch. templom. Szép kastély. Sóház és sórakhely a Tisza mellett. Szántóföldje 741 hold; rétje, fája, legelője bőven van. F. u. gr. Majláth József és Antal örök.”

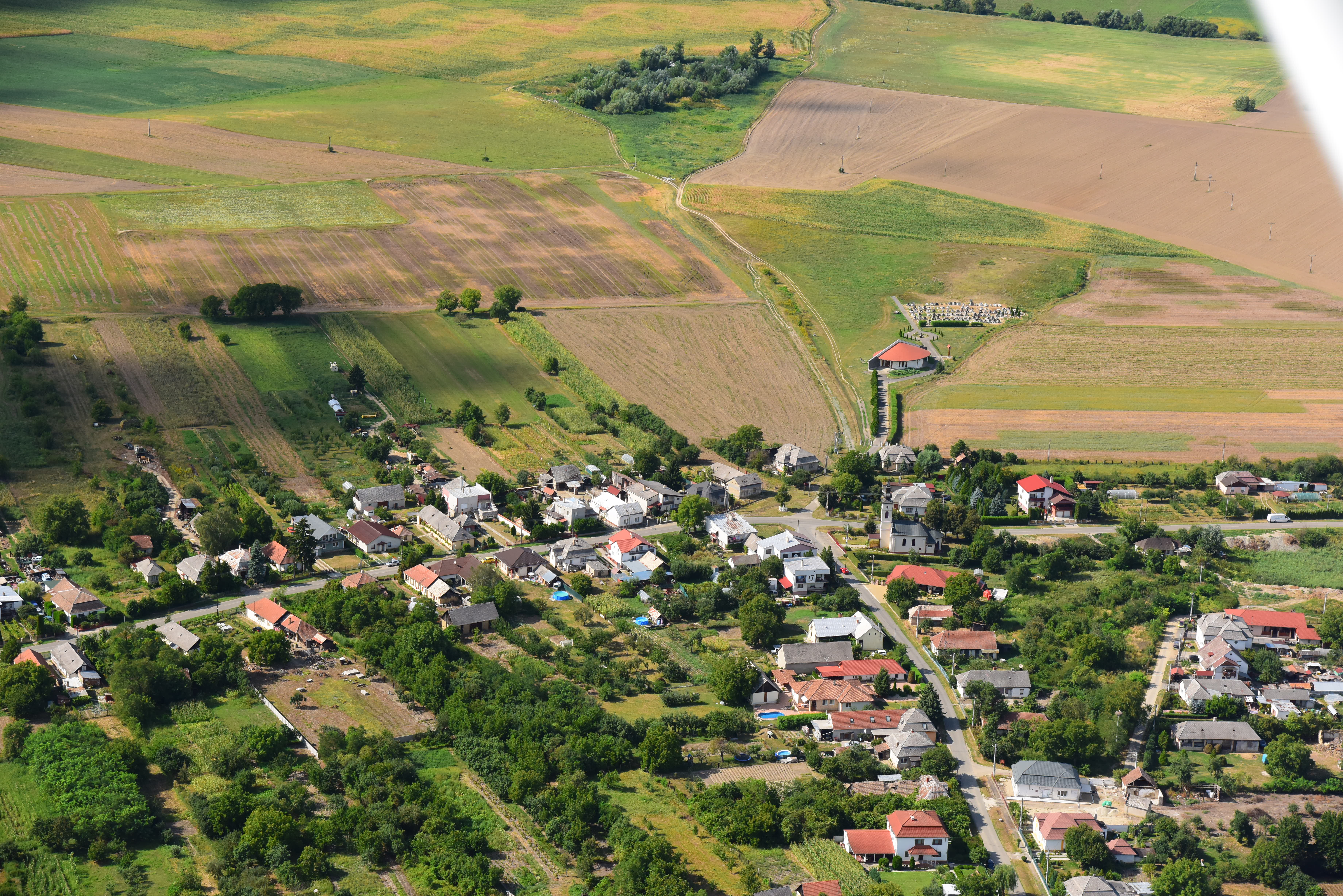
Nagytárkány község látképe – légifelvétel

Borovszky Samu monográfiasorozatának Zemplén vármegyét tárgyaló része szerint: „Nagytárkány, tiszamenti magyar kisközség. 175 házat számlál és 1107 lakosa van, kiknek nagyobb része róm. kath. vallású. Postája, távírója és vasúti állomása Bély. A Tárkányi család ősi fészke, mely némelyek szerint Árpád fiától, Tarkatzusztól kapta a nevét, a ki itt állítólag várat is építtetett. 1417-ben Nagytárkányi Györgyöt és Perényi Miklóst iktatják birtokába, de 1418-ban helyettök már az Agárdiak szerepelnek. 1550-ben Vékey Ferencz van említve birtokosául s az övé volt a tárkányi várkastély is. 1569-ben Korchma Péter is kap itt részeket s 1570-ben Vékey Ferencz a maga részét unokájának, Palugyay Erzsébetnek hagyományozza. 1579-ben Paczoth Ferenczet és Palugyay Erzsébetet iktatják a Vékey-féle részbirtokba. Az 1598-iki összeírásban Tárkányi János özvegye, Paczoth Ferencz, Korchma János, Gombos György és Gál Mihály szerepelnek birtokosokként. 1629-ben 'Sennyey Sándor is földesura. 1654-ben a Tárkányiak a birtok felére királyi donácziót kapnak és vám- és rév-jogot nyernek, a mi a birtokkal együtt 1688-ban 'Sennyey III. Istvánra száll. 1675-ben a várkastély Szilágyi István kezén van, kit itt, mert I. Lipóttól elpártolni nem akart, darabokra vagdaltak. 1657-ben a lázadók a kastélyban báró 'Sennyey Ferenczet és Terebesy Istvánt is megölték. A 'Sennyey-féle rész 1742-ben a Dőryeké lett s 1800-ban ismét a 'Sennyeyeké, de még ez időtájt a Korchma családnak is volt itt részbirtoka. A mult század első felében kívülök még a Nátafalussy, Mailáth és a Szigethy családoknak is volt, most pedig báró 'Sennyey Bélának van itt birtoka. 1559-ben itt táborozott a Szapolyayak ellen kiküldött Telekessy Imre. 1685-ben ugyancsak itt táboroztak a császári hadak. A hajdani várkastély területén épült az itteni róm. kath. templom, melyet 1894-ben a hajdani várkápolnából átalakítva és kibővítve emeltek. A községben m. kir. dohánybeváltó hivatal van. Jelentőségüknél fogva nevezetesek Remete-pázsit és Ördöngős nevű dűlői. Ide tartozik Nagyliget-tanya is. Némelyek a hajdani Salamon nevű községet is Nagytárkány közelében keresik. 1440-ben a Pányi család, vagy a leleszi levéltárnak egyik statutionális oklevele szerint, Pan Demeter volt az ura.”
1920-ig Zemplén vármegye Bodrogközi járásához tartozott, majd 1920-ban csehszlovák fennhatóság alá került. 1938 és 1944 között ismét Magyarország része volt, ezután újra Csehszlovákiához csatolták. 1993 óta Szlovákia része.
Miután Magyarország és Szlovákia csatlakozott a schengeni övezethez, a magyar-szlovák határ átjárhatóvá vált. Nagytárkány sikerrel pályázott és 2008 nyarára az európai szomszédsági programnak köszönhetően kiépítette a határig vezető aszfaltozott autóutat. A közúti forgalom számára a 3 kilométeres utat mindkét oldalon 2013. augusztus 27-én avatták fel.

## Népessége
| Év:            | 1994. | 2004.    | 2014.   | 2024.   |
| -------------- | ----- | -------- | ------- | ------- |
| Emberek száma: | 1242  | 1399     | 1417    | 1532    |
| Eltérés:       |       | +12,64 % | +1,28 % | +8,11 % |

| Év:            | 2023. | 2024.   |
| -------------- | ----- | ------- |
| Emberek száma: | 1515  | 1532    |
| Eltérés:       |       | +1,12 % |

1910-ben 1120-an, túlnyomórészt magyarok lakták.
2001-ben 1344 lakosából 1115 magyar és 213 szlovák.
2011-ben 1425 lakosából 1115 magyar, 238 szlovák, 8 ukrán, 4 cigány, 3 ruszin, 1 német, 2 egyéb és 54 ismeretlen nemzetiségű.

## Kulturális események

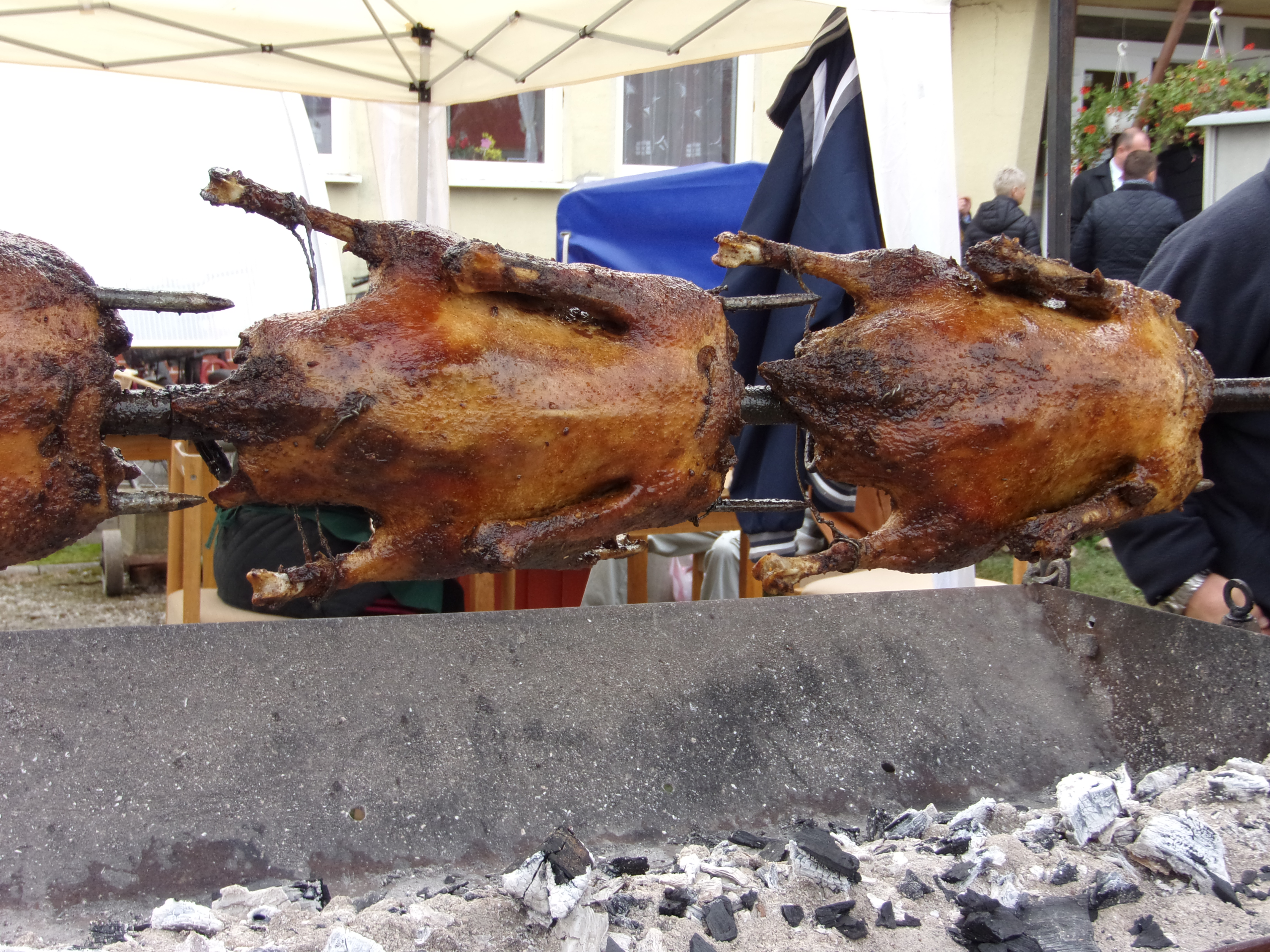
Sült libák a nagytárkányi Libagalibán 2018

- Márton napi libagaliba : Vidámság és gazdag programok várják minden évben a Tisza parti községbe ellátogató nagyszámú közönséget. A hazai termékek vásárával egybekötött Márton-Napi "Libagaliba" fesztivál a bodrogközi és Ung-vidéki Közművelődési Intézet-Kassa Megyei Önkormányzat Kulturális Intézménye, valamint Nagytárkány Község szervezésében, a Bethlen Gábor Alap és a Szlovák Kormányhivatal támogatásával megvalósuló rendezvény nagyon sok embert vonz a hármashatár központjába.

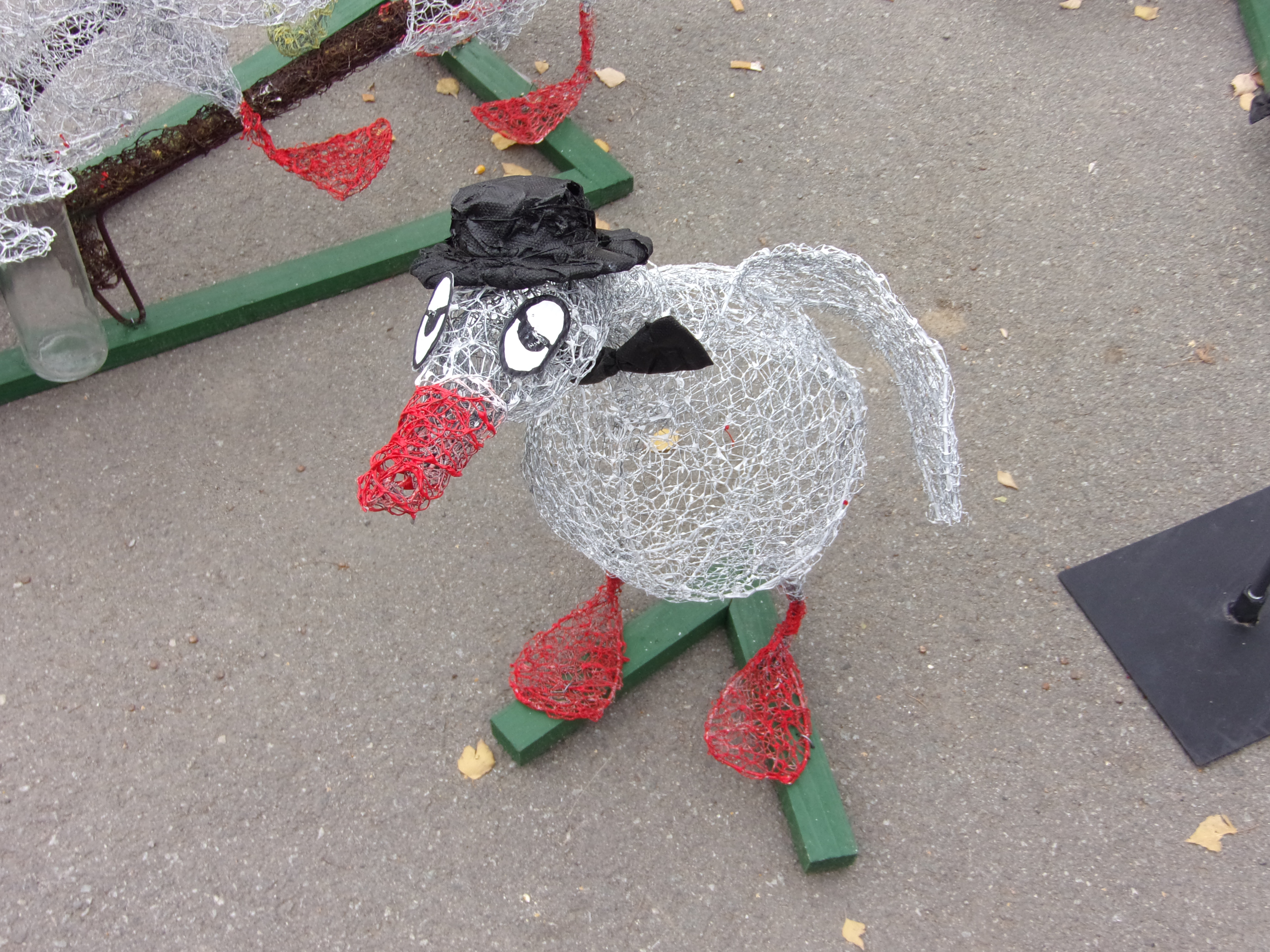
Drótkompozició a nagytárkányi Libagalibán 2018– Ing. Takács Pál munkája

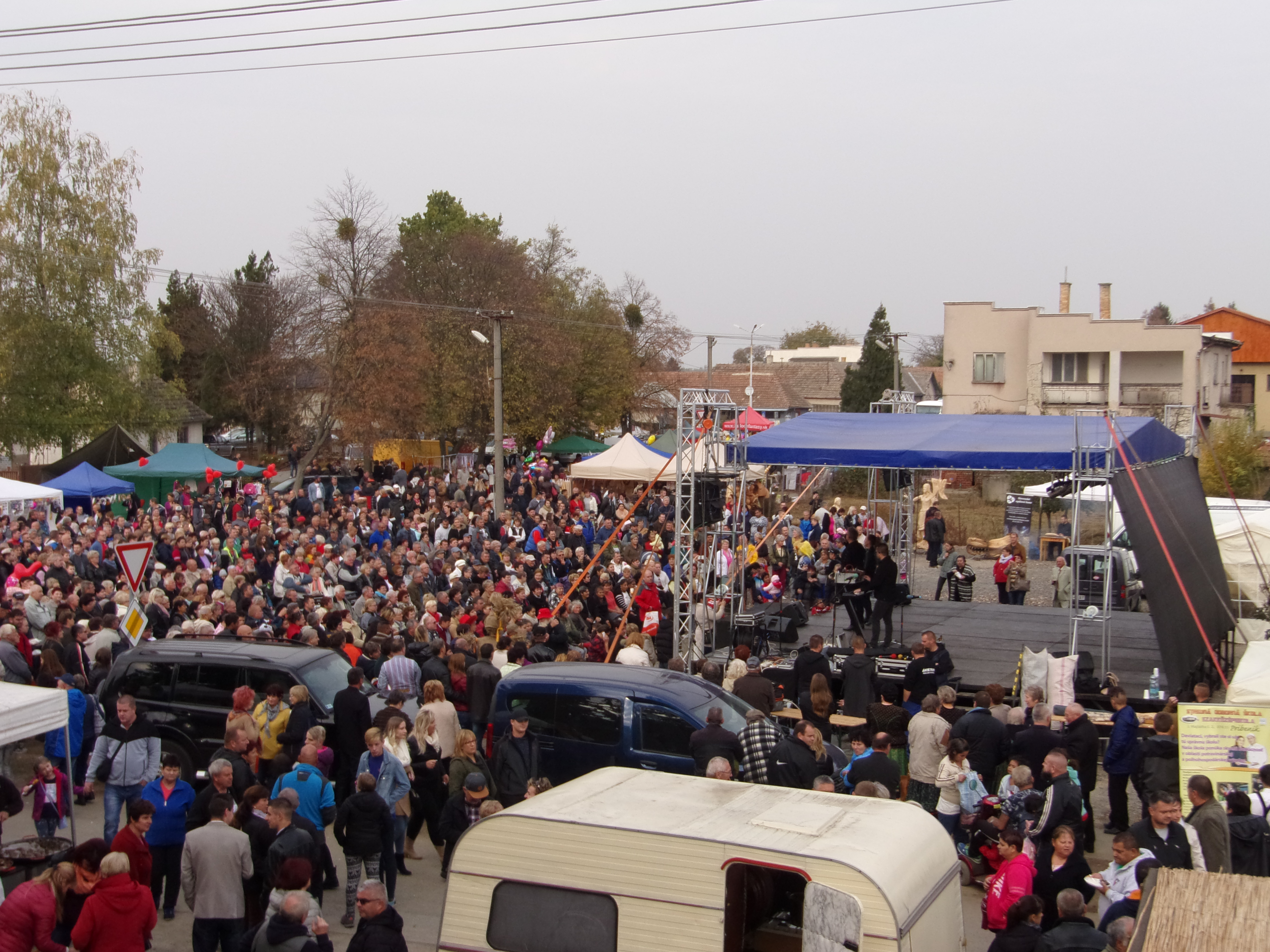
Látogatók a 2018-as Libagalibán

- Csemadok nagytárkányi helyi szervezete– Tisza népdalkör : Községünkben 65 évvel ezelőtt alakult meg a CSEMADOK helyi alapszervezete. Már a megalakulástól kezdve működtek különböző kulturális csoportok. A harmincadik évfordulóját ünneplő TISZA népdalkör kezdte valójában az ötvenes évek elejére vezethető vissza. A népdalkör húsz évvel ezelőtt vette fel a TISZA nevet. A Tiszáról azt szokták mondani, hogy a legmagyarabb folyó, ezért is választották ezt a nevet. Hisz a népdalkör magyar népdalokat énekel. A népdalkör első vezetője Kanócz János volt. Az ő vezetése alatt jutott el a népdalkör a "Tavaszi szél vizet áraszt" c. népdalversenyre, a kelecsenyi Daloló Ung-vidék népzenei fesztiválra a Bodrogköz falvaiba. Kanócz János után Csonka László lett a szakmai vezető. Az első meglepetés akkor érte a népdalkör tagjait, amikor 1998-ban meghívást kaptak a Gombaszögi országos fesztiválra. Ez után még négyszer szerepeltek Gombaszögön (2002, 2003, 2004).  A Bíborpiros szép rózsa országos népzenei versenyen 2001-ben Dunaszerdahelyen a vegyes kórusok kategóriájában harmadik helyezést értek el. A népdalkör vezetői úgy gondolták, hogy  benevezik a népdalkört minősítési versenyre. Erre 2003-ban a magyarországi Tibolddarócon került sor. A zsűri aranykoszorús díjjal jutalmazta az előadást. A népdalkör 2003-tól tagja a Seprődi János kórusszövetségnek, melynek tagjai lehetnek a Kárpát-medencében működő magyar kórusok, népdalkörök. Így volt lehetősége a népdalkörnek bemutatkoznia 2003-ban Ópusztaszeren, 2004-ben pedig Tiszaszentimrén. A kórusszövetségen keresztül ismerkedtek meg a törökbálinti Lendvai Károly férfikórussal. Fellépésre kaptak meghívást tőlük 2003-ban és 2004-ben. Négy alkalommal szerepeltek a "Cigándi nemzetiségi fesztiválon", ahol elnyerték a legjobb határon túli csoport díját. Jó kapcsolatok ápolnak a felsőtárkányi, kőröstárkányi, mezőtárkányi és a tárkányi csoportokkal. Rendszeres szereplői a bodrogközi falvak kulturális rendezvényeinek, valamint a helyi rendezvényeknek.
- Arany Tisza néptánccsoport: A nagytárkányi CSEMADOK alapszervezet mellett 2013 nyarán megalakult egy fiatal nemzedékből álló csoport az Arany Tisza néptánccsoport, azzal a céllal hogy megőrizzék Bodrogköz hagyományait. A csoport főként bodrogközi, karikázó táncokat ad elő és népdalokat énekel. A csoport vezetője Bajzák Mónika tanárnő. A megalakulás óta a néptánccsoport számos felkérésnek tett eleget, úgy Nagytárkányban mint a környező falvakban nagy sikert aratva.
- Táncpajta: Az egykori vámház tőszomszédságában található telken 2012-ben a Terra Incognita projektből elnyert vissza nem térítendő támogatásból "táncpajtát" alakítottak ki. Számos rendezvénynek ad otthont.
- Nemzetközi kisüsti pálinkafesztivál: Nagytárkány hagyományosan az egyik legnagyobb pálinkafesztivál házigazdája Szlovákiában, ahová pompásabbnál pompásabb italok érkeznek a megmérettetésre. Újabban magyarországi főzdék is beneveznek a versenyre, főként a határközeli szabolcsi, zempléni falvakból

## Vallás a községben

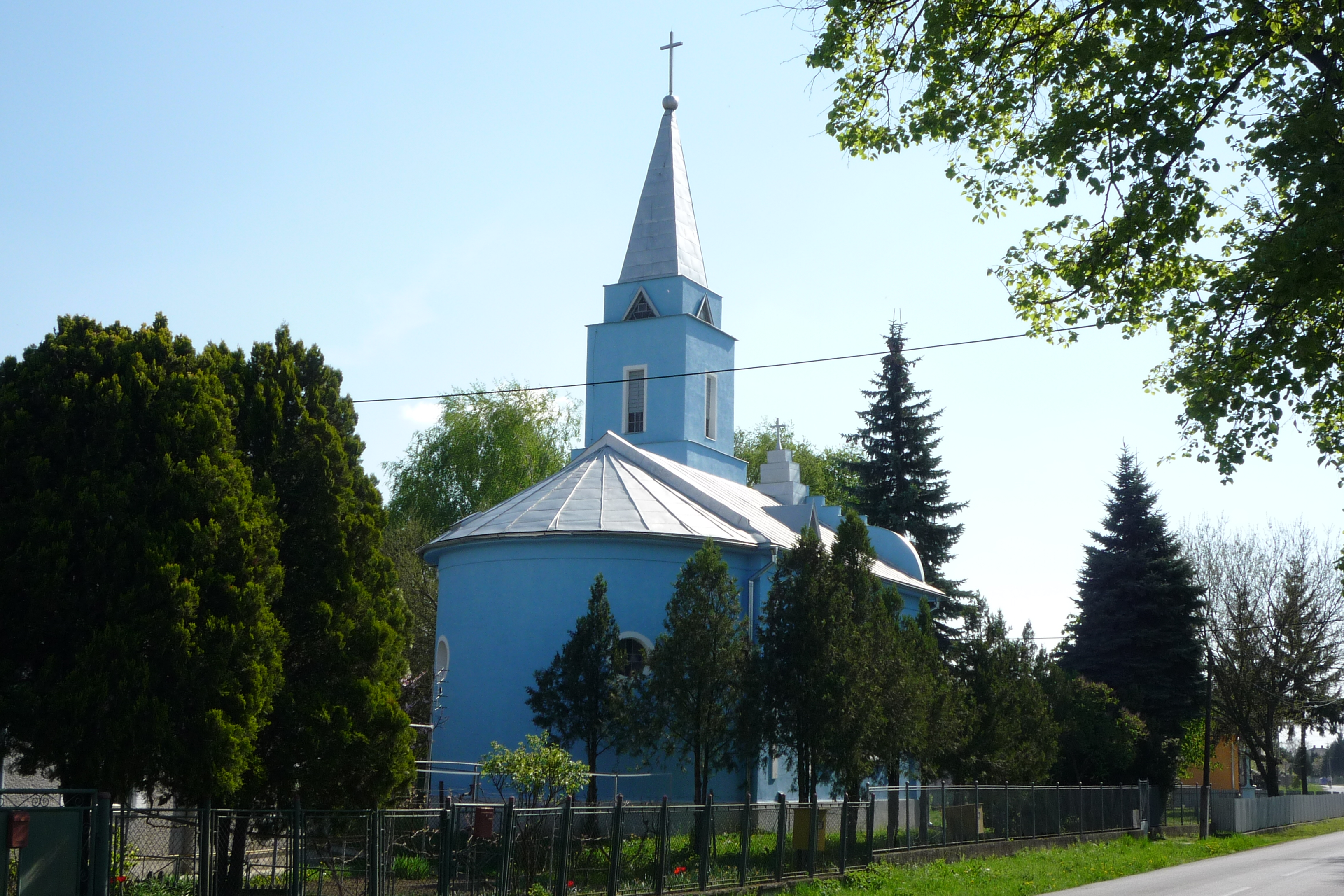
Evangélikus Templom Nagytárkányban

A községben három templom található
- Római katolikus egyház temploma
- Görög katolikus egyház temploma
- Evangélikus egyház temploma

## Oktatás

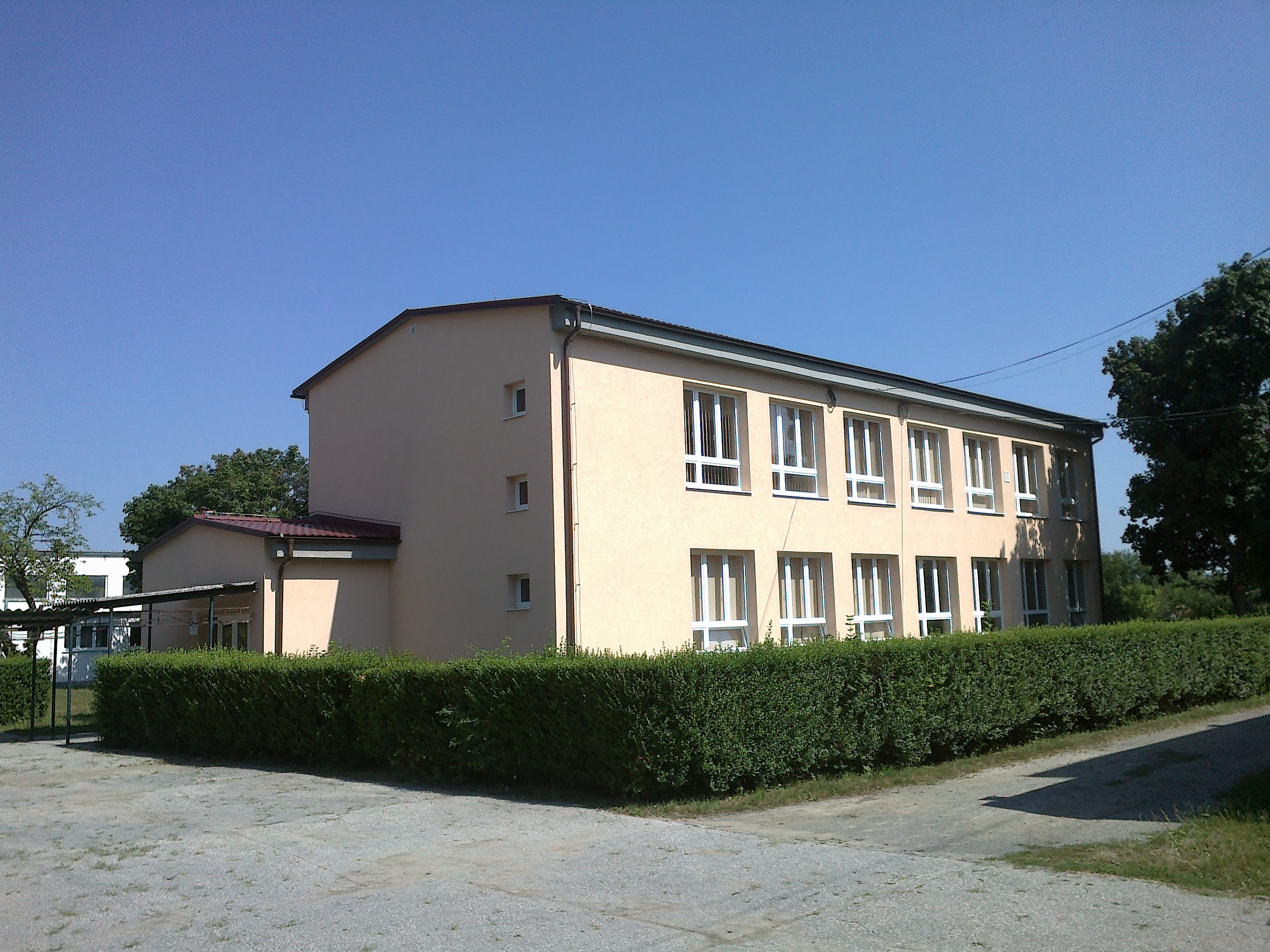
A Magyar Tanítási Nyelvű Alapiskola épülete Nagytárkányban

A községben található a Nagytárkányi Magyar Tanítási Nyelvű Alapiskola, valamint a Magyar Tanítási Nyelvű Óvoda. Mindkét intézményen folyamatos felújítások mentek végbe. Az óvoda 2018.-ban az Óvodaprogram keretén belül kapott új tetőszerkezetet.

## Egészségügyi központ

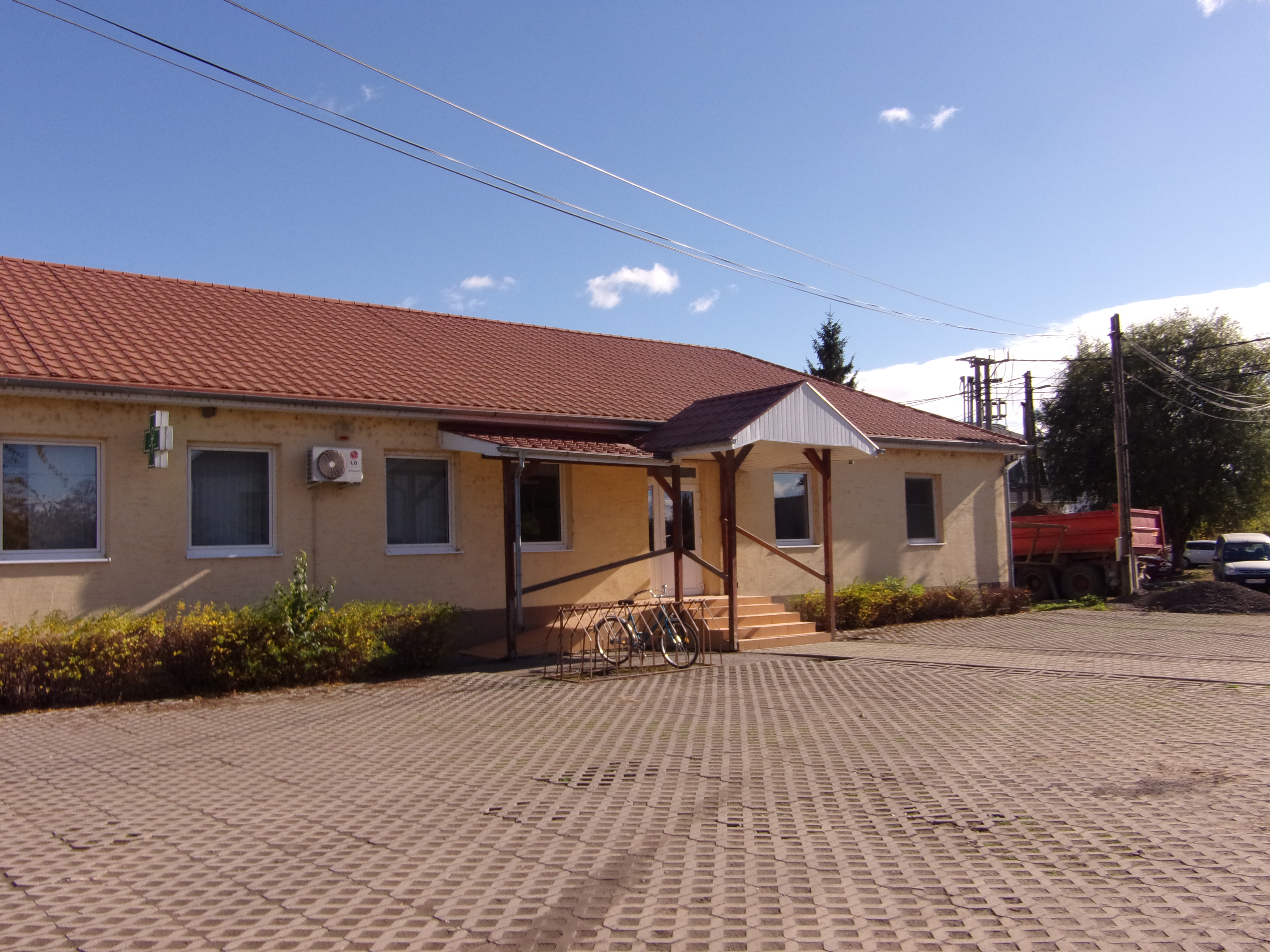
Egészségügyi központ a faluban

A rendelőintézet és a gyógyszertár megnyitása a község számára elsősorban nem üzleti vállalkozás, hanem működtetésükkel a polgároknak nyújtandó szolgáltatások színvonalát kívánják emelni. Az évek során szinte egybeépült Kis- és Nagytárkánynak összesen 2500 lakosa van, s mindkét településen viszonylag sok idős ember él. Általában az ehhez a korosztályhoz tartozók igényelnek leggyakrabban orvosi ellátást, ám nekik okozzák a legnagyobb gondot az utazással járó költségek és nehézségek is. A legközelebbi rendelőintézet és gyógyszertár a falutól néhány kilométerre fekvő Tiszacsernyőben van, és sokan járnak a tizenöt kilométerre lévő királyhelmeci kórházba és patikákba is. A község vezetése a helyi egészségügyi létesítmények megnyitásával elsősorban ezeknek az embereknek a mindennapjait kívánja megkönnyíteni.

### Orvosi rendelő

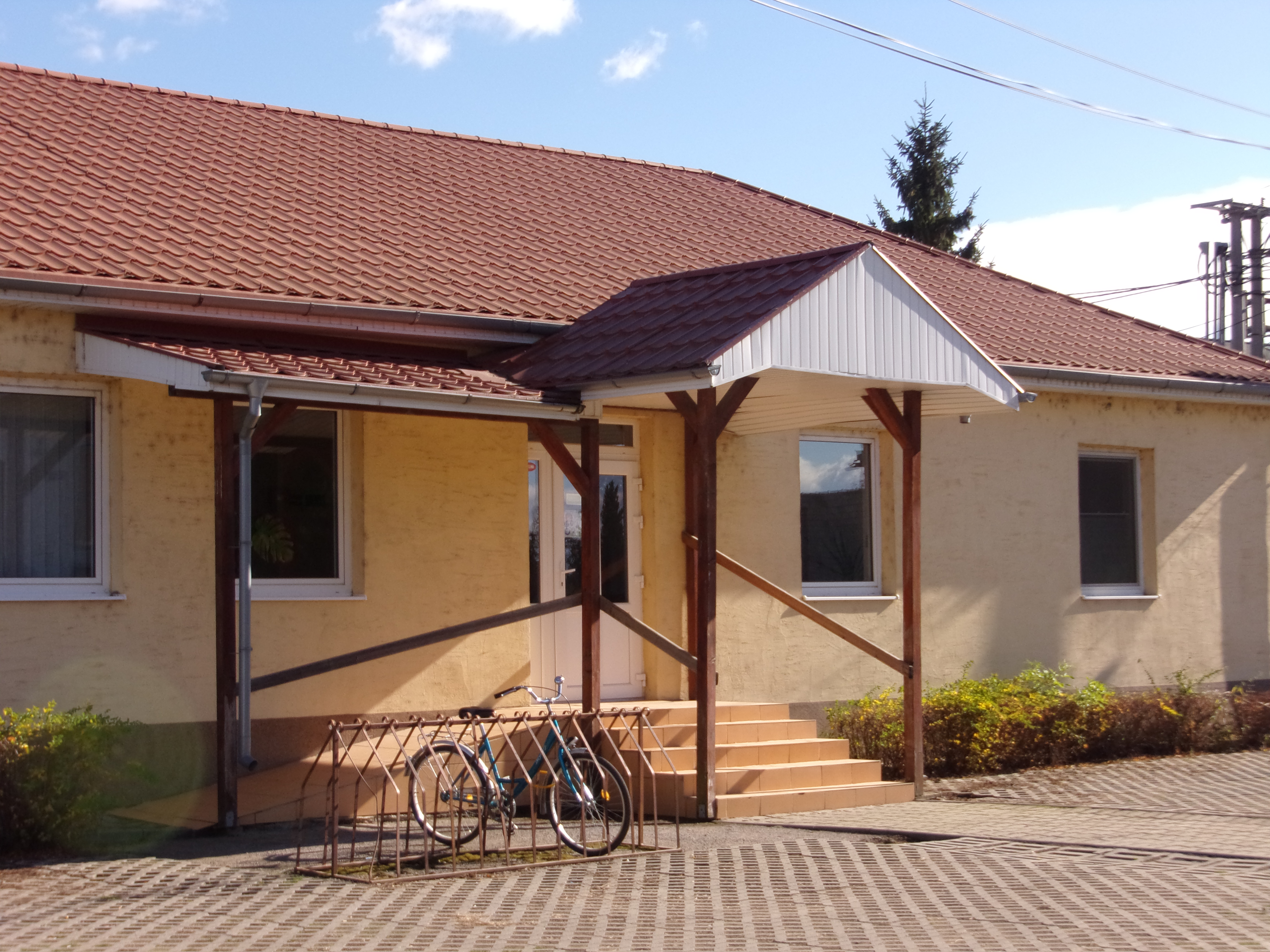
Egészségügyi központ a faluban

A rendelő a falu központjában levő épületben található. A váróteremből a betegek az előkészítőbe jutnak, ami a nővérek munkahelye, akik számítógépes hálózatban vannak az orvossal és internet hozzáféréssel. Az nővéri munkát az ügykezelő is segíti. A helységhez tartozik az injekciós és vérvételes boksz, illetve egy másik boksz az infúziók beadására és az EKG készítéséhez. Innen a beteg a szűkebb értelemben vett korszerű rendelőbe kerül. Ehhez tartozik az elválasztott mellékhelyiség a betegek és másik a személyzet részére.
Minden nap van vérvétel, vizelet, széklet vizsgálat, injekciók szúrása izomba és érbe, infúziók csepegtetése, fertőző betegségek elleni oltás. Különösen nagy hangsúlyt fektetnek az influenza elleni védőoltásra, amelyekből több száz van beadva szezononként.

## Neves személyek
- Itt született Sennyey László (1631-1703) magyar egyetemi tanár, útleíró jezsuita szerzetes.

## Nevezetességei

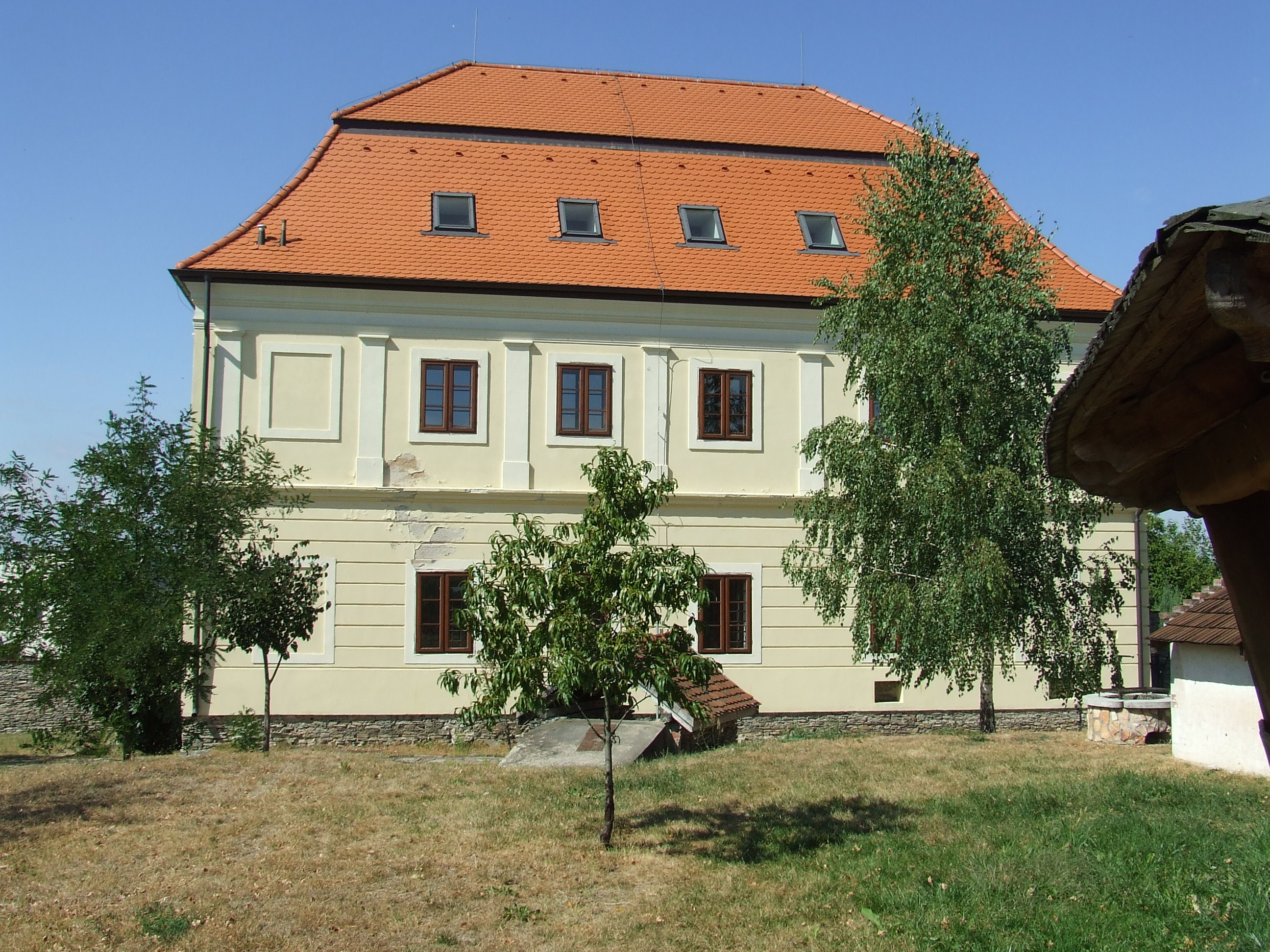
Sóház látképe Nagytárkányban

- A község délnyugati szélén, a régi Tisza-meder fölött találhatók az egykori só- és vámház épületei.
- Egykori várkastélya a mai templomdombon állt, valószínűleg a 18. században pusztult el. Maradványai még az 1940-es években is látszottak a templom udvarán és a templom falába befalazva.
- Itt avatták 2005. június 19-én a régió első Trianon-emlékművét, Ferencz György nagykaposi művész alkotását.[10]
- Az egykori sóhivatal épületében 2005. július 14-én helytörténeti múzeumot nyitottak.[11]
- Lélekharang állítása a községben 2018.-ban az új temetőn

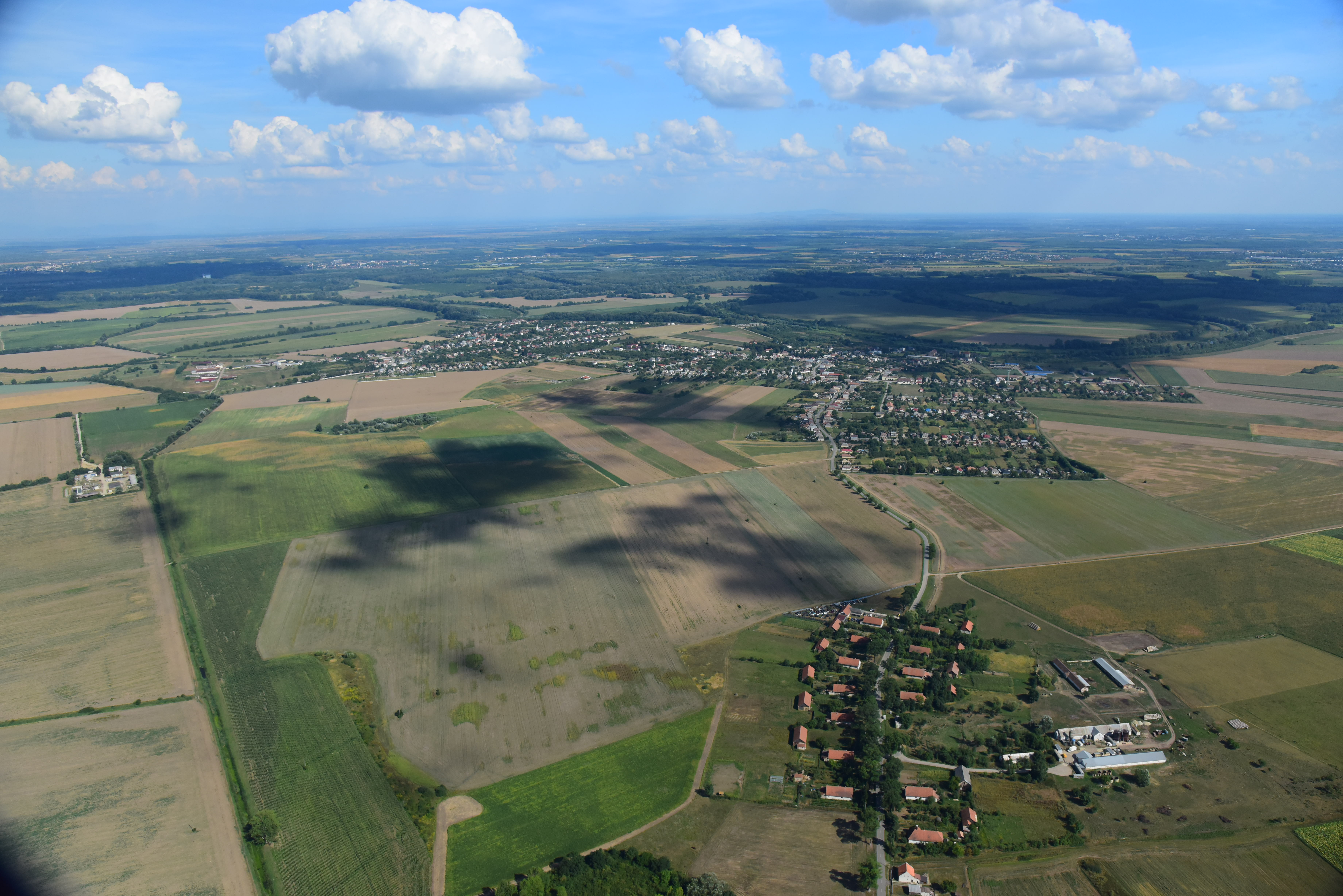
Nagytárkány község– légifelvétel

- 2006. június 14-én avatták fel Balassi Bálint öttonnás andezit szobrát, Ferencz György munkáját. A költő itt élt testvérhúgán keresztül köthető a községhez, illetve felesége, Dobó Krisztina halála után itt nevelkedett tizenkét éves koráig Balassi fia is.[12]